# Pericoma chilensis
Pericoma chilensis är en tvåvingeart som beskrevs av Tonnoir 1929. Pericoma chilensis ingår i släktet Pericoma och familjen fjärilsmyggor. Inga underarter finns listade i Catalogue of Life.